# Nieżyn, Tỉnh West Pomeranian
Nieżyn [ˈɲeʐɨn] (tiếng Đức: Nessin)  là một ngôi làng thuộc khu hành chính của Gmina Siemyśl, thuộc hạt Kołobrzeg, West Pomeranian Voivodeship, ở phía tây bắc Ba Lan. Nó nằm khoảng 4 kilômét (2 mi) phía bắc Siemyśl, 13 km (8 mi) về phía nam của Kołobrzeg và 96 km (60 mi) về phía đông bắc của thủ đô khu vực Szczecin.
Trước năm 1945, khu vực này là một phần của Đức. Sau Thế chiến II, người dân bản địa Đức bị trục xuất và thay thế bằng người Ba Lan. Đối với lịch sử của khu vực, xem Lịch sử của Pomerania.